# SS Kaiser Wilhelm der Grosse
O SS Kaiser Wilhelm der Grosse foi um navio de passageiros alemão operado pela Norddeutscher Lloyd e construído pela AG Vulcan Stettin em Estetino. Foi a primeira embarcação da Classe Kaiser de transatlânticos, sendo seguido pelo SS Kronprinz Wilhelm, SS Kaiser Wilhelm II e SS Kronprinzessin Cecilie. Sua construção começou em 1896 e foi lançado ao mar em maio de 1897, realizando sua viagem inaugural em setembro do mesmo ano. Nomeado em homenagem ao imperador Guilherme I da Alemanha, o navio foi o primeiro do mundo a possuir quatro chaminés.
O Kaiser Wilhelm der Grosse inaugurou uma nova era na navegação oceânica que ficou caracterizada por embarcações grandes, fortes, velozes e acima de tudo luxuosas. Ele ganhou a Flâmula Azul de travessia transatlântica mais rápida em sua primeira viagem e logo tornou-se uma embarcação popular. Mesmo assim, durante sua carreira comercial o Kaiser Wilhelm der Grosse se envolveu em alguns incidentes, como um incêndio em 1900 que resultou na morte de várias pessoas e uma colisão em 1906 com o RMS Orinoco. Com o advento de seus irmãos e da competição contra as britânicas Cunard Line e White Star Line, o navio acabou convertido em 1913 para transportar imigrantes.
A Primeira Guerra Mundial começou em 1914 e o Kaiser Wilhelm der Grosse foi convertido em um cruzador auxiliar e recebeu ordens para afundar ou capturar navios inimigos durante os primeiros cinco meses de conflito. Ele foi relativamente bem sucedido nessa função, porém acabou destruído pelo cruzador britânico HMS Highflyer em agosto de 1914 na Batalha do Rio do Ouro. Seus destroços foram redescobertos em 1952 e desmontados.

## História

### Concepção e construção

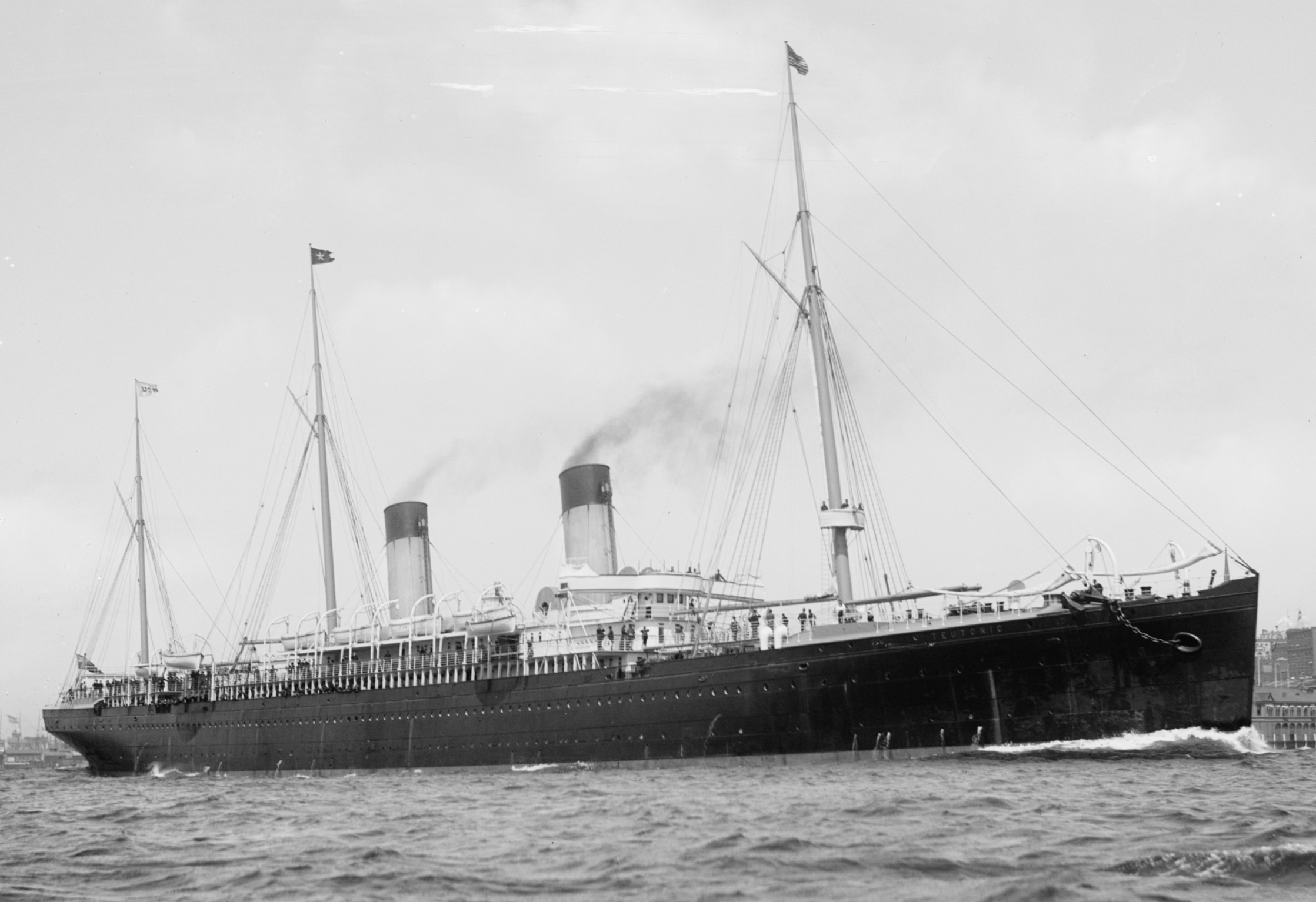
RMS Teutonic da White Star Line, a inspiração para os futuros navios de quatro chaminés

No final do século XIX, o Reino Unido havia dominado o comércio marítimo com os transatlânticos das principais companhias: Cunard Line e White Star Line. Em 1889, o Imperador da Alemanha assistiu uma revisão naval. Ele havia percebido a força e o tamanho dos navios britânicos, em particular o RMS Teutonic, o mais novo navio da White Star Line. Ele afirmou que esses navios poderiam ser facilmente convertidos para cruzadores auxiliares em tempo de conflito, deixando um desejo duradouro: "Nós temos que ter alguns destes..."
A Norddeutscher Lloyd, mais conhecida como NDL ou North German Lloyd, foi uma das únicas empresas marítimas alemãs que tinha influência no mercado de transporte transatlântico extremamente rentável. Nenhuma das empresas havia demonstrado qualquer interesse em operar grandes navios. NDL, no entanto, foi a primeira empresa a nomear seus navios em homenagem aos membros da família imperial, puramente para lisonjear o imperador. A empresa também tinha ligações importantes com o estaleiro naval AG Vulcan Stettin. NDL entrou em um acordo com Vulcan e os encarregou para construir um novo transatlântico, que se chamaria Kaiser Wilhelm der Grosse. O novo navio iria definir um novo estilo para os transatlânticos.
O lançamento do navio ocorreu no dia 4 de maio de 1897, com presença da família imperial; foi o imperador quem o batizou, cujo nome honrado de seu avô imperador Guilherme I, "O Grande". Sua reequipagem e decoração ocorreu em Bremerhaven e um pouco tempo depois ele já estaria pronto para iniciar suas travessias regulares. Sua viagem inaugural foi marcada para setembro daquele ano. A característica mais marcante de Kaiser Wilhelm der Grosse foi ser o primeiro navio a ter quatro chaminés, o que para as próximas duas décadas, seria um símbolo de tamanho e segurança.

### Carreira

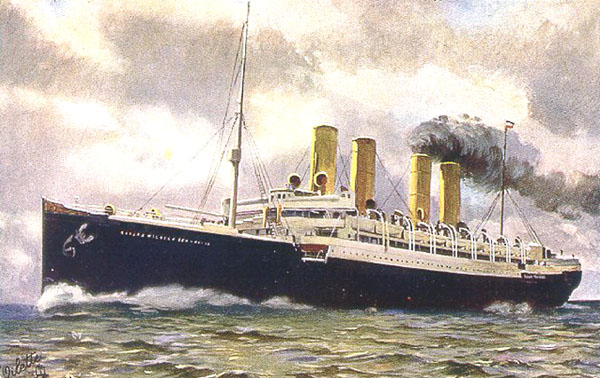
Desenho ilustrativo do Kaiser Wilhelm der Grosse

Kaiser Wilhelm der Grosse partiu em sua viagem inaugural no dia 19 de setembro de 1897, saindo de Bremerhaven para Southampton, seguindo para Nova York. Com uma capacidade de 800 passageiros da terceira classe, a NDL tinha assegurado que iria lucrar muito com os imigrantes que desejavam deixar o continente em busca de uma vida melhor nos Estados Unidos. A partir de sua viagem inaugural, ele foi o único navio a cruzar o Atlântico com uma velocidade de chamar atenção da mídia. Em março de 1898, ele recebeu o Blue Riband, por ter cruzado o Atlântico com uma velocidade de 22 nós (41 km/h), estabelecendo assim uma nova competitividade alemã. O Blue Riband, um prêmio dado pela travessia mais rápida do Atlântico norte, leste e oeste, já havia sido detido pelo navio da Cunard, o RMS Lucania. Essa série de acontecimentos foi observado de perto pelo mundo marítimo da época, que estavam ansiosos para ver como os britânicos iriam retaliar. No entanto, a NDL perdeu o Blue Riband em 1900 para o novo transatlântico alemão, o Deutschland, de propriedade da Hamburg-Amerika Linie. Essa mudança era aceitável para os alemães, sabendo que eles ainda eram os donos dos transatlânticos mais rápidos; no entanto, a NDL ordenou para que o Kaiser Wilhelm der Grosse sofresse uma remodelação, para assegurar que a empresa ainda era dominante. Sua reequipagem incluiu a instalação de comunicação sem fio, em seguida, uma nova tecnologia que permitia fazer o Kaiser Wilhelm der Grosse transmitir mensagens telegráficas para os portos, enfatizando sua imagem de navio seguro.

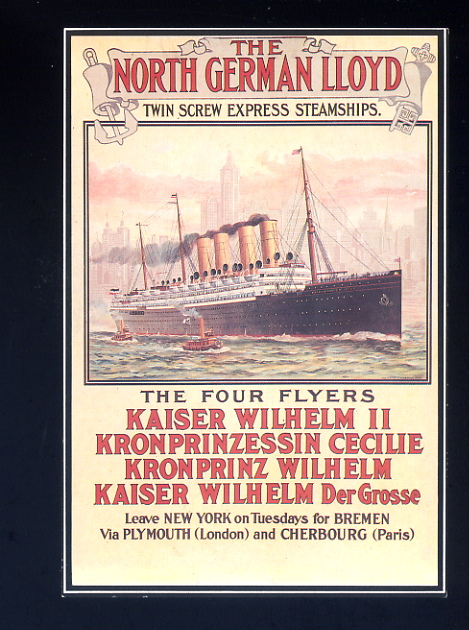
Folheto sobre os quatro navios da North German Lloyd

Em 1901, a NDL adicionou mais um navio de quatro chaminés á sua frota, chamado SS Kronprinz Wilhelm, e posteriormente encomendou mais dois transatlânticos, o SS Kaiser Wilhelm II e SS Kronprinzessin Cecilie. De 1903 a 1907, o Blue Riband foi mantido pelo SS Kaiser Wilhelm II. A empresa afirmou que os quatro navios eram da Classe Kaiser e decidiu comercializá-los com folhetos, uma referência à sua velocidade e associações com o Blue Riband.
Apesar de seu prestígio, Kaiser Wilhelm der Grosse não ficou longe de incidentes. Em junho de 1899, em seu cais em Hoboken, Nova Jersey, ele foi vítima de um incêndio que acabou matando cem funcionários. Para piorar a situação, seis anos depois os dois navios da Cunard Line, o RMS Lusitania e RMS Mauretania superaram os navios alemães em todos os sentidos, e quando o futuro navio da White Star Line chamado RMS Olympic entrou em serviço em 1911 com seu luxo em alto mar, os navios alemães entraram em declínio. Como resultado, o Kaiser Wilhelm der Grosse foi reconstruído em 1913 para transportar apenas passageiros da terceira classe. Sua glória estava desaparecendo, independentemente de sua carreira como o "primeiro navio de quatro chaminés". A partir do dia 26 de janeiro de 1907, ele transportou passageiros entre o Mar Mediterrâneo e Nova York, efetivamente terminando sua carreira pública.

### Primeira Guerra Mundial

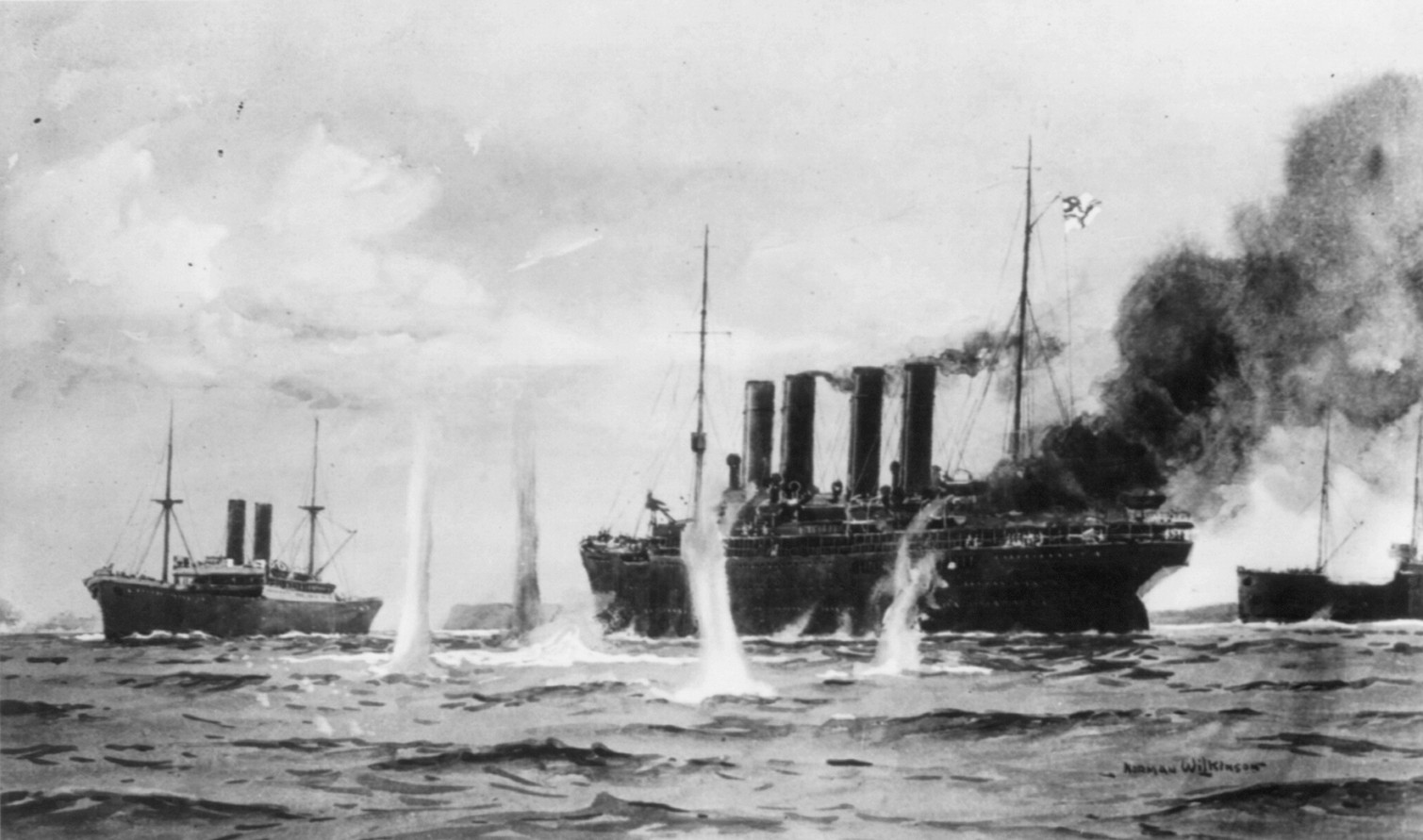
Pintura representando a batalha entre Kaiser Wilhelm der Grosse e HMS Highflyer em agosto de 1914

A partir de 1908, os capitães navais alemães haviam recebido ordens para iniciar os preparativos em caso de uma guerra súbita. Kaiser Wilhelm der Grosse logo foi equipado com canhões, e assim, transformando-o em um cruzador auxiliar. Em todo o mundo, os navios de abastecimento portando armas e provisões estavam prontos para serem convertidos de navios mercantes para cruzadores auxiliares armados. Em agosto de 1914, as relações internacionais atingiram um ponto crítico. A Alemanha declarou guerra aos britânicos, assim como os franceses. O Kaiser Wilhelm der Grosse foi requisitado e convertido em um cruzador armado, com uma pintura cinza e preto. Seu comandante foi o capitão Reymann.

O capitão Reymann logo afundou três navios: Tuban Cain, Kaipara e Nyanza. Mais ao sul, o Kaiser Wilhelm der Grosse encontrou mais dois navios de passageiros: O Galician e o Arlanza. A primeira intenção de Reymann foi afundar ambos navios, mas ao descobrir que eles transportavam muitas mulheres e crianças a bordo, ele deixou-os ir. Como o Kaiser se aproximou da costa oeste da África, seus depósitos de carvão estavam quase vazias e necessitava de recarga. Ele parou no Río de Oro (Vila Cisneros, ex-Saara Espanhol), onde os mineiros alemães e austríacos começaram a tarefa de reabastecimento.

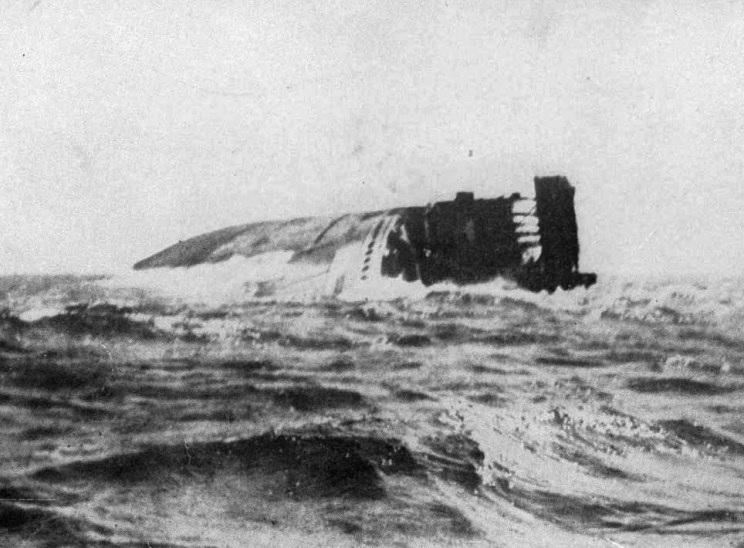
Pintura ilustrando o naufrágio do Kaiser Wilhelm der Grosse

A tarefa de carvoejamento ainda estava em processo no dia 26 de agosto, quando de repente o cruzador britânico HMS Highflyer apareceu. Reymann rapidamente preparou o seu navio e tripulação para a batalha depois de desembarcar seus prisioneiros de guerra. A batalha feroz ocorreu, mas chegou a um final dramático quando o SS Kaiser Wilhelm der Grosse ficou sem munição. Reymann ordenou que o navio seja afundado usando dinamite. Na detonação, os explosivos abriu um buraco enorme no navio, fazendo com que ele virasse. Os britânicos afirmaram que o Kaiser Wilhelm der Grosse havia sido muito danificado e afundou quando o capitão Reymann ordenou que o navio fosse abandonado. Os britânicos acreditavam firmemente que foram os torpedos de HMS Highflyer que afundou o navio alemão. Reymann conseguiu nadar até a praia, e fez o seu caminho de volta para a Alemanha, trabalhando como foguista em um navio neutro.
O enorme consumo de combustível tornava impróprio para os grandes transatlânticos, serem transformados em cruzadores auxiliares. A maioria dos navios foram posteriormente convertidos em navios de tropas ou em navios-hospitais.

## Descoberta
No dia 6 de setembro de 2013, a Association Selam for the Protection of the Environment and Sustainable encontrou uma parte dos destroços que contém o nome Der Grosse Wilhlem no casco, sendo confirmado pelo Ministério da Cultura do Marrocos em 8 de outubro de 2013.